# Norton-juxta-Kempsey
Norton-juxta-Kempsey est une paroisse civile du Worcestershire, en Angleterre.